# Марга (Естонія)
Марга (ест. Marga) — село в Естонії, входить до складу волості Орава, повіту Пилвамаа.